# Гринер, Ричард Теодор
Ричард Теодор Гринер (англ. Richard Theodore Greener; 30 января 1844 года, Филадельфия, Пенсильвания — 2 мая 1922 года, Чикаго, Иллинойс) — первый афроамериканский выпускник Гарвардского колледжа (подразделение Гарвардского университета) и декан юридического факультета Говардского университета. Служил американским представителем во Владивостоке во время Русско-японской войны.

## Детство и образование
Ричард Гринер родился в Филадельфии, штат Пенсильвания, но переехал со своей матерью в Бостон, штат Массачусетс, когда ему было около девяти лет. В это время его отец переехал в Калифорнию, но он там исчез и его сочли умершим. Гринер получил школьное образование в Бродвейской гимназии (Broadway Grammar School), откуда ему пришлось уйти в 14 лет, чтобы помогать матери зарабатывать на жизнь. Однако один из его работодателей, Франклин Б. Сэнборн (Franklin B. Sanborn), помог ему зарегистрироваться в подготовительной школе Оберлинского колледжа (Oberlin College). После трех лет в Оберлинском колледже Гринер перешел в Гарвардский колледж и получил степень бакалавра в 1870 году. Его прием в Гарвард был «экспериментом» администрации, проложившим путь ещё многим aфроамериканским выпускникам Гарварда. За время обучения в Гарварде Гринер дважды получал премию Боудоина (Bowdoin Prize) за красноречие. Гринер стал первым афроамериканцем, получившим степень бакалавра этого университета.

## Личная жизнь
24 сентября 1874 года Гринер женился на Женевьеве Иде Флит (Genevieve Ida Fleet), у них было шестеро детей. Гринер расстался с женой, хотя они никогда не оформляли развод официально. Жена и дочери изменили свое имя на Грин (Greene), чтобы отделиться от Гринера. Его дочь Белл стала библиотекарем в библиотеке Моргана в Нью-Йорке.

## Карьера
Окончив школу, Гринер стал директором мужского отделения в Институте цветной молодежи в Филадельфии (Institute for Colored Youth in Philadelphia), который впоследствии стал Университетом Чейни (Cheyney University of Pennsylvania). В 1873 году он стал директором Гимназии Самнера (Sumner High School) в Вашингтоне, округ Колумбия. В то же время Гринер работал в аболиционистской газете «Новая национальная эра» (The New National Era), а затем редактировал книгу аболициониста Фредерика Дугласа (Frederick Douglass). Он также был заместителем редактора Национальной энциклопедии американской биографии.
В конце 1873 года Гринер стал профессором в университете Южной Каролины (University of South Carolina), где он работал библиотекарем, преподавал философию и помогал на кафедре латинского и греческого языков, математики, а также читал лекции по истории Конституции США. В 1875 году Гринер стал первым афроамериканцем, который был избран членом Американской филологической ассоциации (American Philological Association), главного научного общества античных исследований в Северной Америке.
В 1898 году Гринер был назначен консулом Соединенных Штатов в Бомбее, Индия, президентом Уильямом Мак-Кинли. Он не поехал в Индию из-за бубонной чумы, которая разразилась в то время в Бомбее.

## Время в России
Гринер был американским дипломатом в царской России в течение семи лет, начиная с 1898 года. Он был назначен коммерческим агентом Соединенных Штатов во Владивостоке. Находясь во Владивостоке, он выполнял роль консула, хотя российская сторона этого статуса за ним не признала. Гринер понял, что этот регион может быть стратегически важным для его страны. Когда местные власти задумали строительство трамвайных путей, Гринер сумел привлечь американские компании к участию в тендере. Под впечатлением от стремительного роста количества переселенцев в Сибири Гринер обратил внимание своих начальников и газеты в Америке на новый потребительский рынок. Многие откликнулись и впоследствии благодарили консула на Дальнем Востоке за помощь.
На Дальнем Востоке, пользуясь большим уважением у местных властей, Гринер сумел применить свои профессиональные знания юриста. Трое американцев и двое японцев были арестованы за незаконную охоту на тюленя. Их осудили на 16 месяцев тюремного заключения, и Гринер вместе с японским консулом подали апелляцию. Гринер, вооруженный своими дипломами адвоката, смог даже в отсутствие японского коллеги добиться сокращения срока до шести месяцев, о чём сообщила местная газета «Восточный вестник».
В мае 1905 года Гринер был вынужден покинуть Владивосток. Сначала он ненадолго уехал в Хабаровск, а вскоре был отозван в Америку. Его уволили с должности консула по подозрению в злоупотреблении служебным положением.

## Смерть
Ричард Гринер умер по естественным причинам в Чикаго 2 мая 1922 года. Ему было 78 лет.

## Награды
В 1902 году китайское правительство наградило Гринера орденом «Двойной дракон» за его службу во время Ихэтуаньского восстания и помощь голодающим в Шаньси.
После выхода на пенсию в 1906 году Гринер жил в Чикаго, штат Иллинойс, где он был членом Гарвардского клуба, старейшего в мире постоянно действующего Гарвардского клуба выпускников.
B 2017 году университет Южной Каролины установил памятник Гринеру.